# Амолон
Амоло́н (Амоло́, Амуло́, лат. Amolon; ? — 852 год, Лион) — архиепископ лионский в 840—852 годы после Агобарда, его ученик.

## Биография
Амолон участвовал в богословских спорах, особенно против Готшалька, и разделял клерикальные стремления своего времени. Тем не менее принадлежал к образованным прелатам карловингского периода, которые боролись с предрассудками; известно его письмо к епископу Лангра Теутбольду I («M. Bibl.», XIV), где он признавал конвульсии, которым подверглись до 400 человек, преимущественно женщины, от прикосновения к костям какого-то неизвестного святого, принесённым из Италии — следствием невежества, или обмана и своекорыстия, и призывал зарыть эти мощи вне церкви.